# María Salgueiro
Pour les articles homonymes, voir Maria et Salgueiro.
María Salgueiro, née en 1967 à Moaña en Galice, est une actrice espagnole.

## Filmographie
- 1992 : Pinnic (série télévisée)
- 2007 : Wrap Up : Irene
- 2007 : Una mujer invisible : Teresa
- 2007 : Desaparecida (série télévisée) : Alba (2 épisodes)
- 2007 : El comisario (série télévisée) : Carmela
- 2006-2007 : A vida por diante (es) (série télévisée) : Renata Hermo (80 épisodes)
- 2008 : Os Atlánticos (série télévisée) (2 épisodes)
- 2008 : Lex (série télévisée)
- 2010 : Volver a casa (téléfilm) : Benigna
- 2011 : Piratas (série télévisée) (3 épisodes)
- 2011 : Lo que ha llovido (téléfilm) : Pilar
- 2013 : Escoba! (série télévisée) (2 épisodes)
- 2015 : Hotel Almirante (mini-série)  Rosa Leal
- 2014-2015 : Serramoura (série télévisée) : María (17 épisodes)
- 2015-2016 : Derrière les barreaux (Vis a vis) (série télévisée) : Encarna (18 épisodes)
- 2018 : Cuéntame (série télévisée) : Psiquiatra
- 2024 : Apocalypse Z : Le début de la fin : Cecilia